# 葡萄牙足球丙级联赛
葡萄牙足球丙级联赛(Terceira Divisão Portuguesa ) ，为葡萄牙足球联赛系统的第4级别。葡萄牙足球丙级联赛原为第3级别联赛，自1990–91赛季葡萄牙足球荣誉联赛(Liga de Honra)成立后，丙级联赛成为第4级别。丙级联赛现在分为8个组，即本土的A, B, C, D, E, F共6个组以及外岛的亚速尔群岛、马德拉群岛2个组。